# Fürstenberg/Havel
Fürstenberg/Havel település Németországban, azon belül Brandenburgban. Lakosainak száma 5739 fő (2023. december 31.).

## Népesség
A település népességének változása:
| Lakosok száma | 5846 | 5838 | 5781 | 5816 | 5739 |
|               | 2017 | 2019 | 2021 | 2022 | 2023 |